# Арзунян, Айрон Степанович
Айрон Степанович Арзунян — инженер-изобретатель, специалист по теплотехнике, видный деятель нефтегазовой промышленности СССР.
Родился в Одессе в 1909 году, его родители были армянскими беженцами из Турции. В 1935 г. окончил Одесский политехнический институт, в 1955 г. — Академию нефтяной промышленности в Москве.
В 1937 г. в качестве инженера-теплотехника реконструировал котельную Одесского завода металлоконструкций имени Ф. Э. Дзержинского. Был членом художественно-политического совета двух одесских драматических театров: украинского, а затем русского.
Во время Великой Отечественной войны и после неё в качестве главного инженера СМУ участвовал в строительстве бензопровода в блокадный Ленинград, а также трубопроводов «Саратов — Москва», «Дашава — Киев», «Рени — Плоешти». Строил нефтебазы и крекинг-заводы: в Камбарке, Увеке, Вапнярке, Рени, Одессе, Херсоне и др. Принимал участие в реконструкции зданий Верховного Совета УССР в Киеве и железнодорожного вокзала в Одессе.

«Бензопровод, диаметром 102 мм и протяжённостью 29 км, прокладывали по дну озера на глубине до 35 м. Он был сооружён за 43 дня — с 5 мая по 16 июня 1942 года. На восточном берегу озера построили две насосные станции, а на западном — резервуарные ёмкости и наливную эстакаду. Ежедневно трубопровод подавал 400—600 тонн топлива в Ленинград. В общей сложности было доставлено 47,4 тыс. тонн горючего, из них 32,7 тыс. тонн в 1942 году и 14,7 тыс. тонн в 1943 году. Бензопровод проработал без аварий более двадцати месяцев и отключён после снятия блокады. <…> К магистральным можно отнести проложенный в январе 1945 года сборно-разборный трубопровод, протяжённостью 225 км, диаметром 100 мм и с пропускной способностью 40 м³/ч. Он подавал горючее из района Плоешти (Румыния) на перевалочную нефтебазу в Рени (СССР). Горючее перегружали в железнодорожные цистерны и отправляли на фронт.» (Р. Н. Бахтизин, Б. Н. Мастобаев, А. Е. Сощенко, А. М. Шаммазов, «Трубопроводный транспорт России»).

Занимался изобретательской работой. В частности, его резервуар с безмоментной кровлей для хранения нефтепродуктов, дававший большую экономию металла, так и вошёл в специальную литературу под названием «Резервуар Арзуняна». В СССР было построено несколько таких резервуаров; в Китае эта конструкция была принята как типовая и таких резервуаров было построено сотни.
Последние три десятилетия жизни преподавал в Одесском техникуме газовой и нефтяной промышленности и был в нём заместителем директора по учебно-воспитательной работе.

## Книги
- «Резервуары с безмоментной кровлей для хранения нефти и нефтепродуктов». — М.: ЦНИИИТЭнефть, 1956;
- «Учебное пособие для дипломного проектирования в техникумах» (совместно с А. В. Громовым и И. И. Матецким). — М.: Недра, 1972;
- «Расчëты магистральных нефтегазопроводов и нефтебаз». — М.: Недра, 1979;
- «Сооружение нефтегазохранилищ» (совместно с В. А. Афанасьевым и А. Д. Прохоровым). — М.: Недра, 1986.